# Andreas Hierlemann

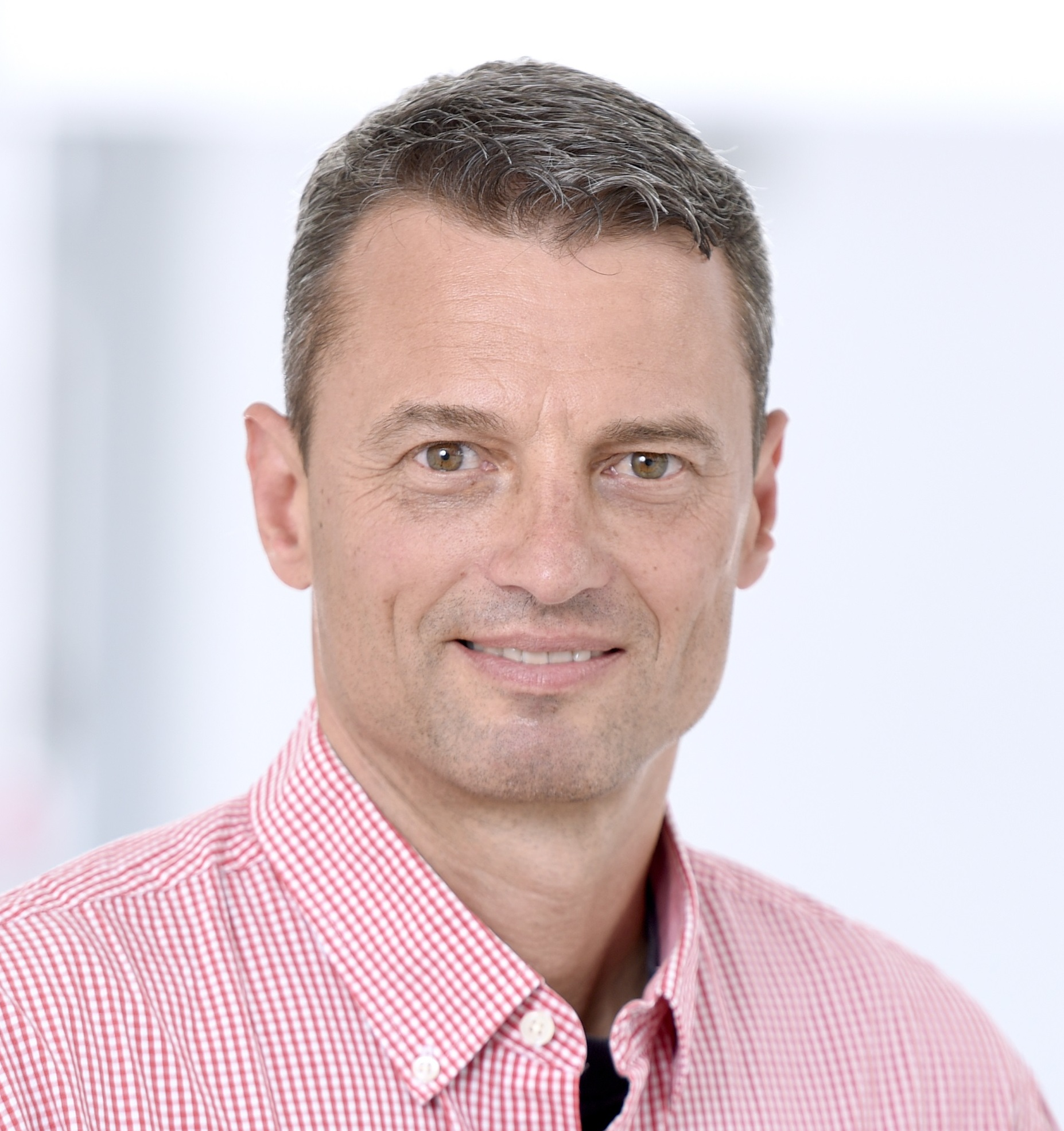
Andreas Hierlemann, 2016

Andreas Hierlemann (* 17. August 1964 in Ochsenhausen) ist ein deutscher Chemiker und Professor für Biosystems Engineering an der ETH Zürich, Schweiz. Er ist bekannt für seine Arbeit auf dem Gebiet CMOS-basierter chemischer und Biomikrosensorsysteme sowie für high-density Mikroelektrodenarrays.

## Leben
Von 1985 bis 1991 studierte Hierlemann Chemie an der Universität Tübingen, Deutschland. Er erhielt dort 1996 seinen Doktorgrad (PhD) für seine Arbeit über Massensensitive Detektion flüchtiger organischer Substanzen mit modifizierten Polysiloxanen. 1997 bis 1998 arbeitete er als Postdoc an der Texas A&M University in College Station, Texas, USA und an den Sandia National Laboratories in Albuquerque, New Mexico, USA. Von 1999 bis 2004 war er Forschungsteamleiter am Physical Electronics Laboratory am Department für Physik der ETH Zürich, Schweiz und wurde 2004 außerordentlicher Professor für Mikrosensoren. 2008 wurde Hierlemann ordentlicher Professor für Biosystems Engineering am Department für Biosystems Science and Engineering der ETH Zürich in Basel, Schweiz.

## Wissenschaftlicher Beitrag
Hierlemanns Forschungsschwerpunkt lag zunächst auf chemischen Sensoren und Mikrosensoren. Er arbeitete im speziellen am Nachweis flüchtiger organischer Stoffe und an Enantiomerendetektion in der Gasphase. Im Weiteren befasste er sich mit Mikrotechnologie und speziell mit der Entwicklung komplexer CMOS-basierter Mikrosensorsysteme. Seine gegenwärtige interdisziplinäre Forschung liegt im Bereich der Ingenieurwissenschaften und der Physik für Anwendungen in der Biologie und Medizin. Dies umfasst die Entwicklung CMOS-basierter, integrierter chemischer und Biomikrosysteme sowie die Entwicklung von bioelelektronischen Chips und high-density Mikroelektrodenarrays. High-densitiy Mikroelektrodenarrays werden für die Grundlagenforschung im Bereich der Informationsverarbeitung von Neuronen oder Gehirnzellen verwendet. Darüber hinaus ist Hierlemanns Forschungsgruppe mit der Entwicklung von mikrofluidischen Chips beschäftigt, um die Eigenschaften von Einzelzellen und Mikrogeweben zu untersuchen.
Anwendungen der Technologien, die Hierlemann und seine Gruppe entwickeln, liegen auf dem Gebiet der Systembiologie, des Pharmascreenings, der personalisierten Medizin und der Neurowissenschaften.

## Auszeichnungen
- 2005 IEEE Donald G. Fink Prize Paper Award[13]
- 2008 Eurosensors Fellow[14]
- 2010 Advanced Investigators Grant des ERC für: „Seamless Integration of Neurons with CMOS Microelectronics“
- 2011 DECHEMA-Preis der Max-Buchner-Forschungsstiftung[15]
- 2015 ERC Advanced Investigators Grant for proposal neuroXscales: "Microtechnology and integrated microsystems to investigate neuronal networks across scales"